# Radie
Radie, inom geometrin avståndet från en cirkels eller ett klots mittpunkt till dess periferi. Radien är exakt hälften så lång som diametern. Namnet kommer från latinets radie, som betyder 'liten stav', men också 'eker' på ett vagnhjul. Motsvarande begrepp för elliptiska kurvor är semi latus rectum.